# 아만다 클레이튼

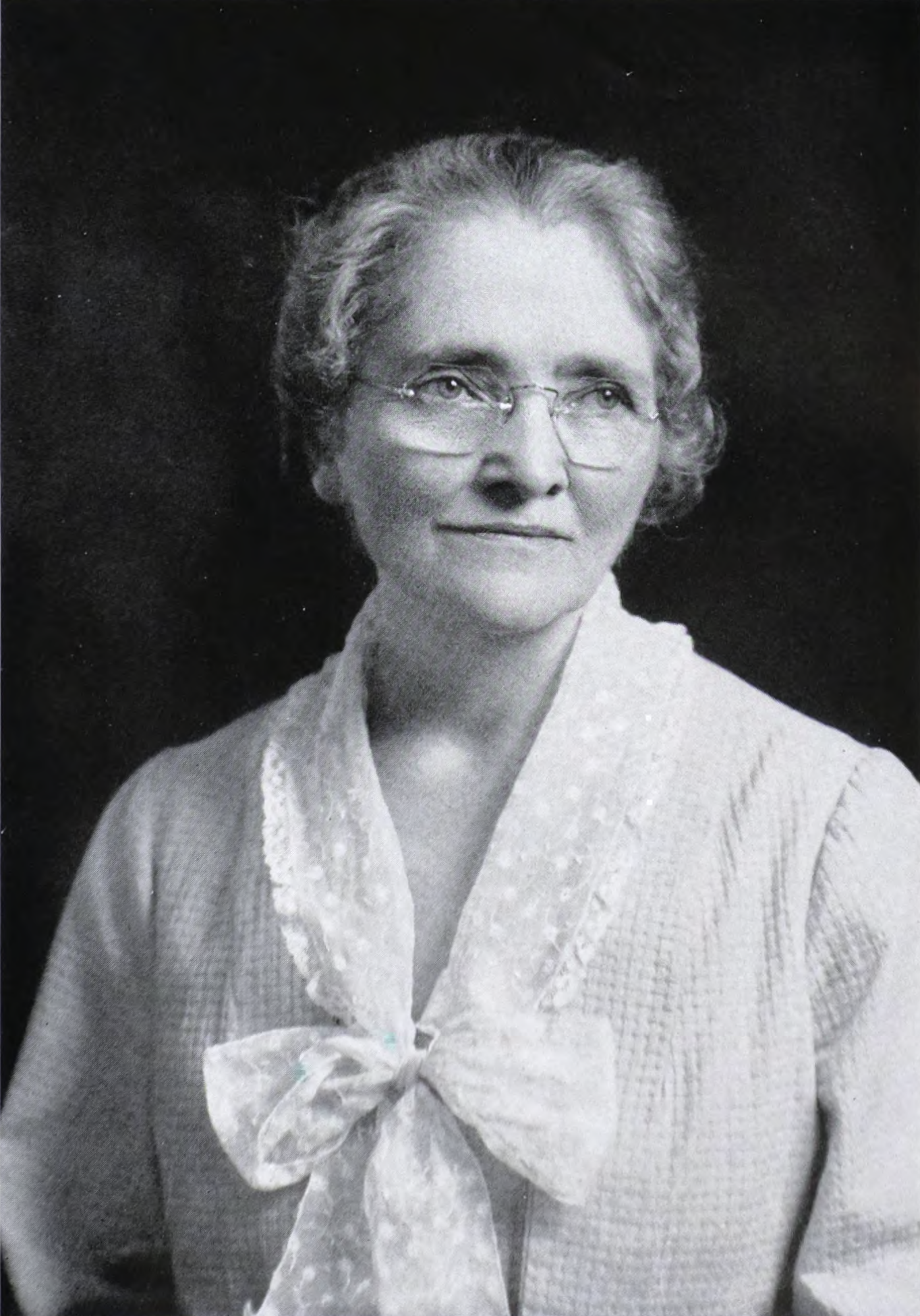

아만다 클레이튼(Amanda Clayton, 1981년 10월 ~ )은 미국의 배우, 텔레비전 배우, 영화배우이다.
프로비던스군에서 태어났다.

## 방송
- 시티 온 어 힐

## 영화
- 블리드 포 디스 (2016년) - 도린 역
- 더티 데드 콘 맨 (2015년)
- 존 카터: 바숨 전쟁의 서막 (2012년) - 사라 카터 역
- 12월이 끝나다 (2006년)